# Kleuter

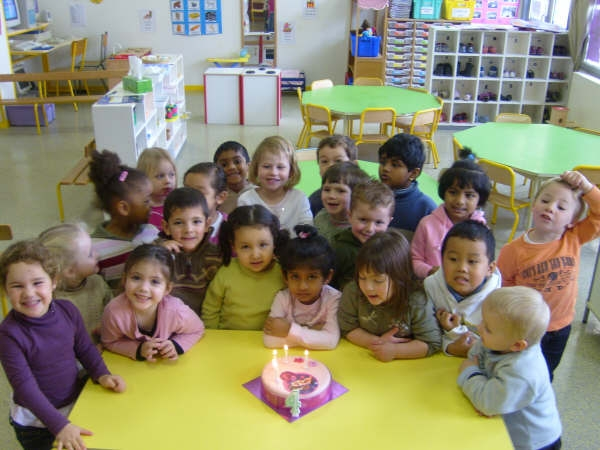
Kleuters in de kleuterschool

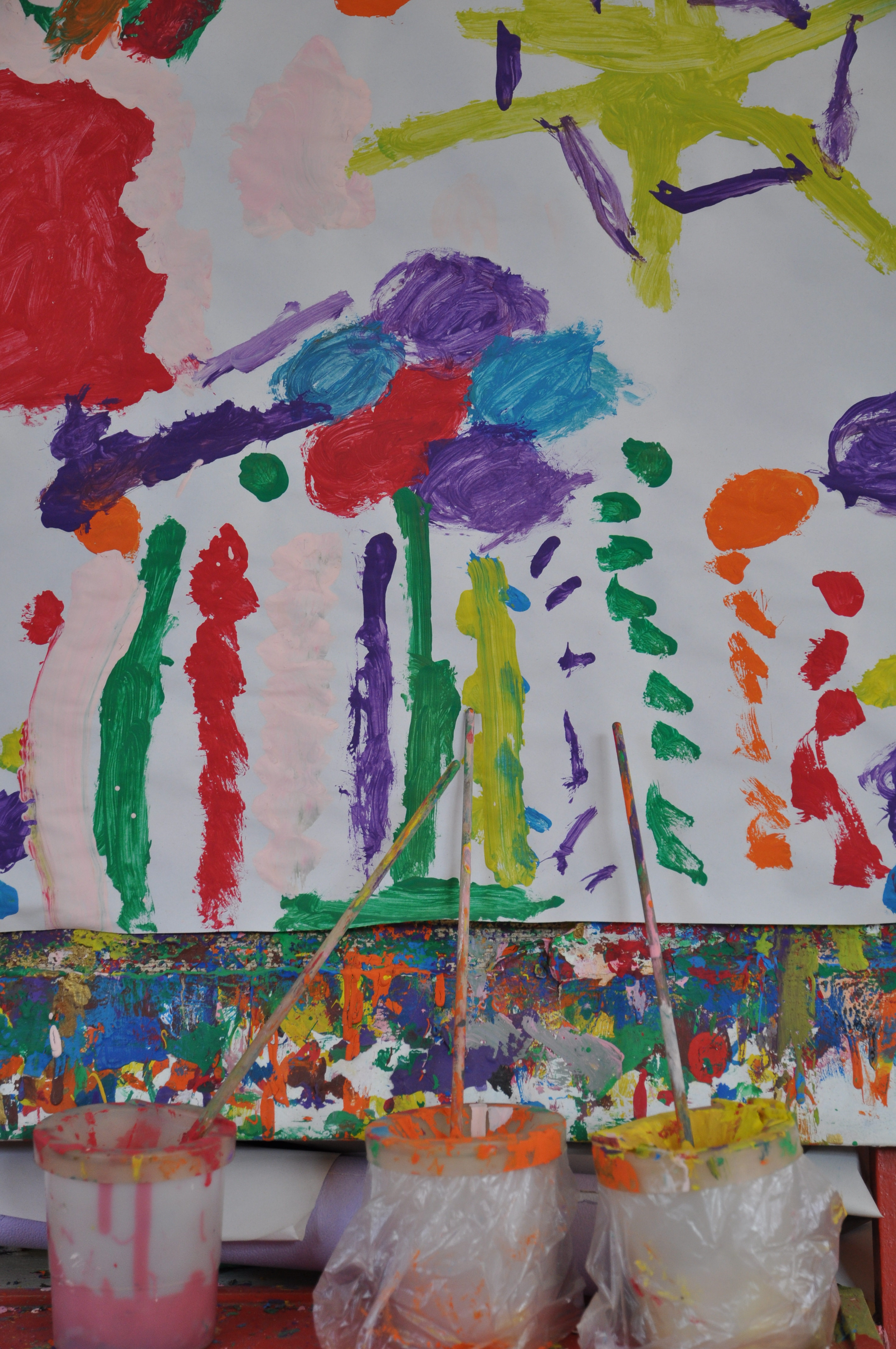
Verftekening van een kleuter op de Werkplaats Kindergemeenschap in Bilthoven

Een kleuter is een jong kind vanaf 4 tot 6 jaar.
Het begrip kleuter is moeilijk te definiëren. In het algemeen kan men stellen dat de kleutertijd begint na de peutertijd, wanneer het kind naar de kleuterschool gaat, en eindigt rond de leeftijd van zes jaar, wanneer het kind zich meer bewust wordt, realistischer en abstracter denkt en naar de derde groep (Nederland) of het eerste leerjaar (België) van de basisschool gaat.

## Ontwikkeling
De kleutertijd is een periode van boeiende ontwikkeling voor een kind. Deze fase in de ontwikkeling start op het ogenblik dat het kind een aantal ontwikkelingsmijlpalen zet. Een driejarige kan o.a.:
- zijn eerste zinnetjes zeggen, zogeheten driewoordenzinnen (zie ook taalverwerving)
- overdag zindelijk zijn
- open staan voor instructie
- eenvoudige tekeningen maken, bv. met rondjes, bloemen, zonnetjes enz.
- op een driewieler fietsen
- met kleine of grote blokken spelen (kinderspel)
- een rol spelen, bv. in de poppenhoek (kinderspel)
- zijn eigen wil duidelijk maken, veelal door "nee" te zeggen
- waarom-vragen stellen waar eigenlijk geen antwoord op is

Vanaf de leeftijd van drie jaar tijd leert een kleuter heel wat. Hij ontwikkelt zich van een vrij spelend kind tot een kind dat klaar is om bewust te gaan leren in de lagere school. Dit heeft alles te maken met de ontwikkeling van zijn hersenen en zijn mogelijkheden om bewuster, realistischer en abstracter te denken.
In veel andere landen wordt veel minder uitgesproken dan in Nederland en België een afzonderlijke fase benoemd voor deze leeftijdsgroep. In vele talen is er ook geen specifiek woord voor een kleuter van 3 tot en met 6 jaar. In het Engels bijvoorbeeld spreekt men van baby of infant (baby van 0 tot maximaal 2 jaar), van toddler (peuter van 2 tot 3 jaar) en van child of youngster (kind vanaf 4 tot 12 jaar). In Engeland is de playgroup of nursery een school voor heel jonge kinderen. Kinderen gaan er naar de primary school vanaf hun 5de jaar tot ze 11 jaar zijn.

## Onderwijs

### Nederland
In Nederland sluit men aan bij het Engelse schoolsysteem. Er wordt echter wel hetzelfde woordgebruik en dus fase-indeling als in België gehanteerd. Jonge kinderen gaan er later (mogelijk vanaf 4 jaar, verplicht vanaf 5 jaar) naar de basisschool. Tot die tijd zijn het peuters die thuis of in een kinderdagverblijf of in de peuterspeelzaal opgevangen worden.
Groep 1 is het eerste leerjaar van de basisschool. Als een kind vier jaar wordt, mag het na zijn verjaardag naar groep 1. Vanaf vijf jaar geldt er leerplicht. Vaak worden dit de jongste kleuters genoemd.
Groep 2 is het tweede leerjaar van de basisschool. Dit zijn over het algemeen kinderen van 5 en 6 jaar. Deze kinderen zijn leerplichtig en worden ook wel oudste kleuters genoemd.

### België (Vlaanderen)
In Vlaanderen mogen kinderen vanaf 2 jaar en 6 maanden, na een vakantieperiode, instappen in de kleuterschool.
In Vlaanderen zijn er wel nog enkele autonome kleuterscholen. Meestal zijn deze echter verbonden aan een lagere school en spreekt men van de basisschool voor kleuters en leerlingen tot 12 jaar. Na de lagere school of basisschool gaan leerlingen over naar het secundair onderwijs.